# Trinidad (Uruguay)
Trinidad è il capoluogo del dipartimento di Flores in Uruguay.

## Storia
Fu fondata il 14 aprile 1804 da Manuel Ubeda.

## Società

### Evoluzione demografica
Ha 25.031 abitanti (2006) e occupa una superficie di 5.144 km2. Gli abitanti si distribuiscono in numero di 21.031 nell'area urbana e di 3.730 nell'area rurale (85,1% di popolazione urbana e 14,9% popolazione rurale).
Gli abitanti si chiamano porongueros, per la vicinanza al fiume Porongos, che fornisce di acqua la città.

## Luoghi di interesse
A pochi chilometri a sud della città, all'incrocio delle strade 3 e 23, si trova un insieme di sculture chiamato "Zooilógico del futuro".
Nella città di Trinidad si trova il parco di flora e fauna di Flores; nel parco si possono ammirare gli animali autoctoni del luogo, ma anche altre specie provenienti da tutto il mondo.

## Geografia fisica
La città si trova ad un'altitudine di 134 m s.l.m.
- Latitudine: 33° 32' 20"
- Longitudine: 056° 53' 18" O